# Lombardei-Rundfahrt 1950
Die Lombardei-Rundfahrt 1950 war die 45. Austragung des italienischen Eintagesrennens Lombardei-Rundfahrt. Sieger wurde Renzo Soldani.

## Rennverlauf
Das Rennen gehörte zur Rennserie Challenge Desgrange-Colombo 1950. 155 Radrennfahrer waren am Start. Die Strecke war 222 Kilometer lang. Start und Ziel lagen in Mailand. 89 Fahrer erreichten das Ziel. Bis zur Hälfte des Rennens blieb eine große Gruppe zusammen. An der Madonna di Ghisallo forcierte Fausto Coppi das Tempo. Coppi gewann auf dem Gipfelpunkt des Anstieges die Prämie von 200000 Lira. Coppi und Soldani führten bis kurz vor der Einfahrt in die Radrennbahn Vigorelli. 16 Fahrer holten die beiden Spitzenreiter dort ein. Auf der Bahn gewann Soldani den Zielsprint mit einer Radlänge.

## Ergebnis
| Platz | Fahrer             | Team             | Zeit      |
| ----- | ------------------ | ---------------- | --------- |
| 1.    | Renzo Soldani      | Legnano          | 5:49:40 h |
| 2.    | Antonio Bevilacqua | Wilier-Triestina | gl. Zeit  |
| 3.    | Fausto Coppi       | Bianchi-Ursus    | gl. Zeit  |
| 4.    | Donato Zampini     | Ganna            | gl. Zeit  |
| 5.    | Ferdy Kübler       | Tebag            | gl. Zeit  |
| 6.    | Oreste Conte       | Bianchi-Ursus    | gl. Zeit  |
| 7.    | Alfo Ferrari       | Fréjus           | gl. Zeit  |
| 8.    | Giuseppe Minardi   | Legnano          | gl. Zeit  |
| 9.    | Virgilio Salimbeni | Legnano          | gl. Zeit  |
| 10.   | Angelo Conterno    | G.S. Covolo      | gl. Zeit  |